# Guillaume De Schryver
Guillaume De Schryver (Oostende, 4 november 1996) is een Belgisch voetballer die als centrale middenvelder speelt.

## Clubcarrière
De Schryver sloot zich op zesjarige leeftijd aan bij Club Brugge. Zeven jaar later trok hij naar Standard Luik. Reeds na één jaar keerde hij terug naar Club Brugge. In 2012 trok hij naar stadsrivaal Cercle Brugge. Vervolgens werd hij voor aanvang van het seizoen 2016/17 bij de A-kern gehaald. Op 14 augustus 2016 debuteerde hij in de Eerste klasse B tegen Lierse. Hij viel aan de rust in voor Jessy Gálvez López. Cercle verloor de uitwedstrijd met 2–0. Eén week later mocht middenvelder opnieuw invallen in de thuiswedstrijd tegen AFC Tubize. Hij kwam na 84 minuten het veld in voor Mathieu Maertens en droeg bij aan de 4–1 overwinning. Op 22 augustus 2016 verlengde hij zijn contract tot medio 2018 met optie op een extra seizoen. Op het einde van zijn contract vertrok hij voor twee jaar naar KVC Westerlo. Daar speelde De Schryver 37 wedstrijden. In het seizoen 2020-2021 kwam hij zonder club terecht nadat zijn contract bij de Kemphanen ten einde was gekomen. In de zomer van 2021 bood KSK Lierse hem een nieuw contract aan. Na twee jaar vertrok hij weer naar een andere tweedeklasser. Deze keer tekende hij en contract bij KMSK Deinze, maar na het faillissement van de club moest hij alweer op zoek naar een nieuwe club. Momenteel staat zijn handtekening onder het contract van SK Beveren.

## Statistieken
| Seizoen         | Club               | Land            | Competitie      | Competitie | Competitie | Beker | Beker | Totaal | Totaal |
| Seizoen         | Club               | Land            | Competitie      | Wed.       | Dlp.       | Wed.  | Dlp.  | Wed.   | Dlp.   |
| --------------- | ------------------ | --------------- | --------------- | ---------- | ---------- | ----- | ----- | ------ | ------ |
| 2016/17         | Cercle Brugge      | Vlag van België | Eerste klasse B | 12         | 0          | 2     | 0     | 14     | 0      |
| 2017/18         | Cercle Brugge      | Vlag van België | Eerste klasse B | 0          | 0          | 0     | 0     | 0      | 0      |
| 2018/19         | KVC Westerlo       | Vlag van België | Eerste klasse B | 26         | 0          | 1     | 0     | 27     | 0      |
| 2019/20         | KVC Westerlo       | Vlag van België | Eerste klasse B | 11         | 0          | 3     | 2     | 14     | 2      |
| 2021/22         | Lierse Kempenzonen | Vlag van België | Eerste klasse B | 26         | 1          | 2     | 0     | 28     | 1      |
| 2022/23         | Lierse Kempenzonen | Vlag van België | Eerste klasse B | 19         | 1          | 2     | 0     | 21     | 1      |
| 2023/24         | KMSK Deinze        | Vlag van België | Eerste klasse B | 24         | 3          | 1     | 0     | 25     | 3      |
| 2024            | KMSK Deinze        | Vlag van België | Eerste klasse B | 10         | 4          | 2     | 0     | 12     | 4      |
| 2025            | SK Beveren         | Vlag van België | Eerste klasse B | 0          | 0          | 0     | 0     | 0      | 0      |
| Carrière totaal | Carrière totaal    | Carrière totaal | Carrière totaal | 128        | 9          | 13    | 2     | 141    | 11     |